# Schefflera capuroniana
Schefflera capuroniana là một loài thực vật có hoa trong Họ Cuồng cuồng. Loài này được (Bernardi) Bernardi miêu tả khoa học đầu tiên năm 1969.